# 特里姆 (爱尔兰)
特里姆（英语：Trim）是爱尔兰米斯郡的一个镇，位于博因河河畔，人口接近一万。诺曼时期的特里姆城堡和特里姆大教堂位于此地。它曾是米斯郡的郡治，但现在已经被纳文取代。